# Wzmacniacz antenowy

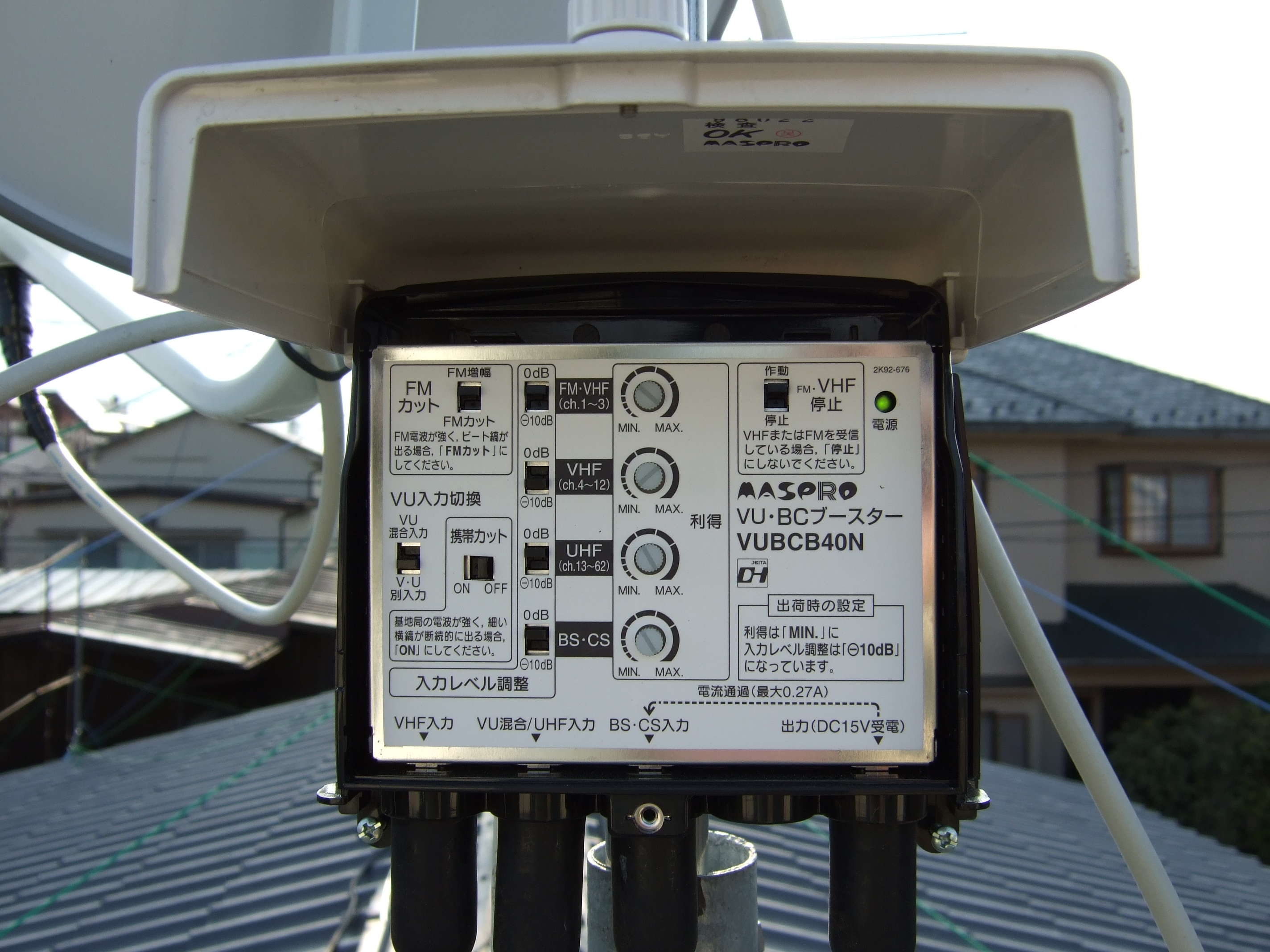
Wzmacniacz antenowy

Wzmacniacz antenowy lub przedwzmacniacz antenowy – wzmacniacz montowany przeważnie na antenie odbiorczej w celu wzmocnienia uzyskanego sygnału, przekazywanego następnie za pomocą kabla antenowego (zazwyczaj koncentrycznego) do odbiornika np. radioodbiornika lub telewizora. Wzmacniacz antenowy wymaga doprowadzenia zasilania prądem stałym z odpowiedniego zasilacza przez kabel antenowy (najczęściej) lub przez dodatkowy przewód elektryczny.